# Muriel Ruiz de Larramendi
Muriel Ruiz de Larramendi (Huarte, Navarra, 1999) es una escaladora española campeona de España Sub-18 en el año 2015 y campeona de España de escalada de dificultad en categoría absoluta en 2017.

## Biografía
Comenzó a escalar a los 10 años en el rocódromo Rokópolis de Berrioplano, cuando estaba en quinto de primaria. Se formó principalmente en rocódromo, con su entrenador Gorka Karapeto. En sus salidas a roca fue subiendo rápidamente nivel pasando del 8a+ al 8b+ del tirón, con la via Tekken en Etxauri.

### Trayectoria deportiva
En el año 2015 fue campeona de la Copa de España sub-18 y también campeona de España Sub-18 en octubre de 2015 a los 16 años.
En mayo de 2017 ganó la Copa de España de Escalada de Dificultad cuya última prueba se disputó en Zaragoza. En junio de ese mismo año se proclamó en Zaragoza campeona de España de escalada de dificultad en categoría absoluta con 18 años. Una semana más tarde, el 17 de junio de 2017 se proclamó campeona de Euskal Herria de Boulder en el centro BiHatz de Pamplona.
En el año 2018 logró la tercera posición la Copa de España de escalada de dificultad absoluta y fue subcampeona en la categoría sub-20.